# Daviesia physodes
Espèce
Classification phylogénétique
Statut de conservation UICN

 LC  : Préoccupation mineure
Daviesia physodes est une espèce de plantes à fleurs de la familles des fabacées (légumineuses) originaire d'Australie.